# Scrapter niger
Scrapter niger är en biart som beskrevs av Amédée Louis Michel Lepeletier 1825. Scrapter niger ingår i släktet Scrapter och familjen korttungebin. Inga underarter finns listade i Catalogue of Life.